# 鹿祐
鹿祐（1648年—1719年），字有上，號蘭皋，江南潁州城內南關人（今阜陽潁州區），清朝政治人物，同進士出身。
康熙二十一年（1692年）壬戌科進士，初授浙江西安縣知縣，廣設學校。歷官江南道监察御史，遇事敢言，不畏強暴，彈劾山西富紳李蟋龙，時稱“一本参三相”。
康熙三十八年（1699年）李蟠、姜宸英任順天鄉試主副考官，事後傳聞作弊，落第士子憤怒，文揭貼遍京城，鹿佑彈劾之。
康熙四十七年（1709年）河南大水，奉命救撫災民，鹿佑亲临现场，督促检查。
康熙五十三年（1714年）河南大旱，两次奏请朝廷，减免河南田赋。官至大理寺少卿，太仆太常正卿。著有《天方礼经》。